# Plusiopalpa dichora
Plusiopalpa dichora là một loài bướm đêm trong họ Noctuidae.